# John Wolcot
John Wolcot (9. května 1738 Dodbrooke – 14. ledna 1819 Londýn) byl anglický satirik, píšící pod pseudonymem Peter Pindar.

## Život a dílo
Wolcot byl pokřtěn v Dodbrooke, poblíž Kingsbridge v Devonu.Ve farní matrice bylo jeho příjmení napsáno „Woolcot“. Není přesně známo, kde se narodil. Vzdělával ho strýc, který mu odkázal celé jmění (lékárnictví). Doktorát získal na Aberdeen University. V roce 1767 odjel jako lékař na Jamajku k siru Williamu Trelawnymu, guvernérovi.
Sir William zemřel v roce 1772, Wolcot se vrátil domů a pokračoval ve své lékařské kariéře. V roce 1780 odešel do Londýna a začal psát satiry. Prvními objekty jeho pozornosti byli členové Královské akademie, ale brzy se zaměřil i výše postavené, včetně krále a královny.
V letech 1785 až 1796 publikoval Lousiadu: hrdinskou-komickou báseň o pěti zpěvech, která získala své jméno podle legendy, že se na královském talíři kdysi objevila veš.
Wolcot byl satirik ve své době velice obávaný, ale dnes jsou jeho satiry považovány za zastaralé. 
K stáří oslepl. Zemřel v roce 1819 ve svém domě v Latham Place v Londýně a byl pohřben u sv. Pavla v Covent Garden.